# Matt Houston
Matt Houston är en amerikansk deckarserie som producerades av Spelling Television och sändes av ABC mellan 1982 och 1985.

## Handling
Oljemagnaten Matt Houston frilansar som privatdetektiv i Los Angeles på sin lediga tid.

## Rollista i urval
- Lee Horsley – Mattlock 'Matt' Houston
- Pamela Hensley – C.J. Parsons
- Lincoln Kilpatrick - Lt Michael Hoyt
- John Aprea - Lt Vince Novelli
- Buddy Ebsen - Roy Houston
- George Wyner - Murray Chase